# Englebert
Englebert var en belgiskt tillverkare av däck. Företaget grundades av Oscar Englebert i Liège, 1877.

## Historia
1898 började företaget att tillverka däck till cyklar och bilar. 14 år senare hade företaget växt till 400 anställda. Efter ytterligare 14 år så hade företaget växt till 3500 anställda 1926, och blev därmed ett av Europas främsta tillverkare av däck.
Företaget började tillverka däck till motorsporter under 1930-talet. Mellan 1950 och 1958 levererade man däck till en rad olika F1-stall.
Englebert startade ett samarbete med United States Rubber Company 1958 som 1963 blev Uniroyal-Englebert och 1966 Uniroyal. Fabrikerna i Belgien, Tyskland, Frankrike och Skottland såldes till Continental AG 1979. Continental AG använder fortfarande varumärket Uniroyal på vissa marknader.